# Épisodes de Marseille
Cet article présente le guide des épisodes de la série télévisée française Marseille.
La saison 2 est sortie le 23 février en 2018.

## Distribution

### Acteurs principaux
- Gérard Depardieu : Robert Taro, le maire de Marseille
- Benoît Magimel : Lucas Barres, le dauphin puis rival du maire
- Géraldine Pailhas : Rachel Taro, la femme du maire
- Nadia Farès : Vanessa D'Abrantes
- Stéphane Caillard : Julia Taro, la fille du maire

### Acteurs récurrents
- Hippolyte Girardot : Dr Osmond, ami du maire
- Guillaume Arnault : Éric
- Nassim Si Ahmed : Selim
- Maruschka Detmers : Sabine Avery
- Carolina Jurczak : Barbara
- Hedi Bouchenafa : Farid
- Éric Savin : Pharamond
- Daniel Njo Lobé : Fred
- Gérard Meylan : Michel Duprez
- Antoine Coesens : Promoteur
- Nozha Khouadra : Shaïma Joste

## Épisodes

### Saison 1
Les épisodes de la saison 1 ont une durée variant entre 35 et 43 minutes.

#### Épisode 1:20 ans
- 5 mai 2016 sur Netflix
- 12 mai 2016 sur TF1

#### Épisode 2:Homme de paille
- 5 mai 2016 sur Netflix
- 12 mai 2016 sur TF1

#### Épisode 3:Crocodile
- 5 mai 2016 sur Netflix
- 10 novembre 2016 sur TF1

#### Épisode 4:Intox
- 5 mai 2016 sur Netflix
- 10 novembre 2016 sur TF1

#### Épisode 5:Face à face
- 5 mai 2016 sur Netflix
- 28 février 2018 sur TF1 Séries Films

#### Épisode 6:Liberté, égalité, sans pitié
- 5 mai 2016 sur Netflix
- 28 février 2018 sur TF1 Séries Films

#### Épisode 7:A voté
- 5 mai 2016 sur Netflix
- 7 mars 2018 sur TF1 Séries Films

#### Épisode 8:La Lutte finale
- 5 mai 2016 sur Netflix
- 7 mars 2018 sur TF1 Séries Films

### Saison 2
La saison 2 est disponible depuis le 23 février 2018 sur Netflix.
Les épisodes de la saison 2 ont une durée variant entre 37 et 53 minutes.

#### Épisode 1:Parjure
- 23 février 2018 sur Netflix

#### Épisode 2:Emprise
- 23 février 2018 sur Netflix

#### Épisode 3:Conquête
- 23 février 2018 sur Netflix

#### Épisode 4:Résistance
- 23 février 2018 sur Netflix

#### Épisode 5:Capitulation
- 23 février 2018 sur Netflix

#### Épisode 6:Révélation
- 23 février 2018 sur Netflix

#### Épisode 7:Abandon
- 23 février 2018 sur Netflix

#### Épisode 8:Justice
- 23 février 2018 sur Netflix